# پیچ برفی
پیچ برفی (نام علمی: Fallopia baldschuanica) نام یک گونه از تیره هفت‌بندیان است.